# Парк пам'яті борцям за незалежність України
Парк па́м'яті борця́м за незале́жність Украї́ни — парк-пам'ятка садово-паркового мистецтва місцевого значення в Україні. Об'єкт розташований на території Галицького району Івано-Франківської області, в смт Більшівці. 
Площа 6,2 га. Статус отримано згідно з рішенням обласної ради від 08.06.2012 року № 555-15/2012. Перебуває у віданні Більшівцівської селищної ради. 